# Verwood
Verwood è un paese di 12 069 abitanti della contea del Dorset, in Inghilterra.

## Amministrazione

### Gemellaggi
- Champtoceaux, Francia
- Liederbach am Taunus, Germania